# Stephan Burián von Rajecz
Stephan Burián von Rajecz (né le 16 janvier 1851 à Stupava - mort le 20 octobre 1922 à Vienne) est un homme politique austro-hongrois. Il a exercé les fonctions de ministre commun des affaires étrangères de la double monarchie du 13 janvier 1915 au 22 décembre 1916, puis du 16 avril au 24 octobre 1918. Il a aussi été ministre commun des finances de la double monarchie du 22 décembre 1916 au 16 avril 1918. À ce titre, il joue un rôle important dans la politique menée par la double monarchie durant le conflit.

## Biographie
Stephan Burián von Rajecz est issu de la noblesse hongroise d'origine slovaque, d'une famille de barons de Stomfa. Lui-même sera fait comte. Il est un protégé du comte hongrois István Tisza, président du conseil de Hongrie.

### Carrière diplomatique
Diplomate de profession, il accède au poste de ministre commun des Affaires étrangères le 13 janvier 1915, après la démission de Berchtold, son prédécesseur, hostile à des concessions à l'Italie.

### Carrière politique
Stephan Burián est nommé ministre commun des finances par l'empereur Charles Ier, immédiatement après son intronisation. De ce fait, il conseille le jeune souverain lors des négociations de paix avec la Russie, mais n'approuve la paix avec l'Ukraine qu'en raison des livraisons de céréales garanties par le traité.

## Ministre impérial et royal des Affaires étrangères
Nommé le 13 janvier 1915 au poste de ministre impérial et royal des affaires étrangères, il est le second Hongrois à occuper ce poste prestigieux,.

### Premier ministère
Nommé ministre commun des Affaires étrangères le 13 janvier 1915, à la demande de son prédécesseur, il s'entoure d'une équipe marquée par la prédominance des Hongrois.
Ses premières initiatives le conduisent à tenter de s'opposer à l'entrée en guerre de l'Italie, en rappelant le souhait de la double monarchie de ne pas annexer de vastes territoires dans les Balkans, et en réfutant les nouvelles exigences territoriales italiennes, en plus de la cession du Trentin, formulées durant les négociations entre les puissances centrales et l'Italie, les négociateurs austro-hongrois devant obtenir le maintien de la neutralité du royaume ; cependant, à partir de mars 1915, les Italiens formulent des exigences inacceptables pour le ministre des affaires étrangères de la double monarchie, notamment la cession immédiate du Trentin. En effet, à ses yeux, la cession de territoires en vue de garantir la neutralité d'un État tiers, comme la Roumanie, ne peut que créer un dangereux précédent.
Dans le même temps, il défend la position austro-hongroise dans la phase de concertations préalable à l'ouverture de possibles négociations de paix avec la Russie. Ainsi, à l'image des diplomates du Reich, et influencé par l'ambassadeur en poste à Berlin, il se montre partisan de l'imposition à la Russie de lourdes indemnités de guerre.
Souhaitant éviter que le scénario italien ne se reproduise, il participe aux négociations mettant aux prises les Empires centraux et la Roumanie, en défendant l'idée que la double monarchie doit acheter la neutralité roumaine par la cession de territoires de la double monarchie, cession à laquelle Tisza est opposée, la négociation portant sur la Transylvanie.
Enfin, À la fin de l'année 1916, il défend, notamment face au Reich, l'opportunité d'une offre de paix des puissances centrales, lors de la préparation de la note du 12 décembre. En effet, dès le mois d'octobre, il se montre partisan d'une proposition de paix aux Alliés ; cependant, il doit accepter, une fois les Allemands d'accord avec le principe, de se rallier à leurs positions.
Représentant des équipes qui ont accompagné la fin du règne de François-Joseph, Burian est écarté de son poste dans les jours qui suivent l'intronisation du nouvel empereur, Charles Ier.

### Un retour malaisé au ministère des Affaires étrangères
Dans le contexte d'épuisement de la double monarchie au début de l'année 1918, il revient au ministère des affaires étrangères à la faveur du départ de Czernin, démis plus que démissionnaire.
Il ne peut alors s'opposer à la mise sous tutelle de la double monarchie décidée lors des accords de Spa du mois de mai 1918, mais il tente une dernière fois en juin 1918 de négocier une nouvelle alliance entre le Reich et la double monarchie sur des bases moins défavorables à son pays, mettant une nouvelle fois en avant la situation intérieure de la double monarchie et formulant à nouveau les revendications autrichiennes dans la réalisation de la solution austro-polonaise, exigences définitivement écartées par les propres objectifs allemands, communiqués à Burian le 5 septembre 1918 : cette divergence, actée par la réponse du ministre des Affaires étrangères austro-hongrois, constitue la dernière d'une longue série sur la question polonaise. De plus, face à la tutelle du Reich, il tente de faire valoir les intérêts austro-hongrois, notamment économiques et commerciaux : il se montre ainsi hostile à une union douanière complète entre le Reich et la double monarchie au printemps 1918, et préconise dans le domaine commercial l'adoption d'un système douanier préférentiel.
Ministre d'un État totalement lié au Reich depuis les accords de Spa du 12 mai 1918 mais conscient de l'état de délabrement de la monarchie danubienne, il appuie son empereur dans ses démarches en vue de sortir son pays de la guerre durant le printemps et l'été 1918, se rendant à Spa pour la dernière fois au mois d'aout 1918, et essuient un échec : en effet, les dirigeants austro-hongrois doivent faire face, lors de cette rencontre d’août, à l'optimisme des militaires et des responsables allemands, qui ignorent l'avertissement lancé par l'empereur-roi.
Malgré cela, avec le soutien de Charles, il initie, en dépit des tentatives allemandes pour s'opposer aux démarches austro-hongroises, un processus de négociation avec les Alliés le 14 septembre 1918, qui se heurte à une fin de non recevoir des alliés et qui surprend totalement les Allemands.
Lors du conseil de la couronne du 27 septembre 1918, le ministre des affaires étrangères de la double monarchie expose les réserves du royaume de Hongrie, dont il est originaire, à l'égard du projet de réforme de la double monarchie voulu par l'empereur-roi et ses proches conseillers. Lors de la séance suivante, le 5 octobre 1918, il s'oppose une dernière fois, essentiellement pour des raisons de politique intérieure hongroise, à toute réforme de la double monarchie (en 1915, il s'était déjà montré hostile à la mise en place de cette réforme), avant de se raviser le 21 octobre, devant la détérioration de la situation intérieure de la double monarchie et de la situation militaire de plus en plus préoccupante. Durant cette période, il appelle à la fin de l'alliance avec le Reich, pensant que la rupture de l'alliance avec le Reich peut sauver la monarchie danubienne.
Parallèlement, il fait parvenir à Wilson une note demandant les conditions de paix du président américain, celle-ci est officiellement rejetée le 24. Il est alors démis de ses fonctions une dernière fois, dans le contexte de crise politique dans le royaume de Hongrie. Il est remplacé par Gyula Andrássy le Jeune, avant-dernier ministre impérial et royal des Affaires étrangères.

### Rôle dans la conduite de la guerre
Membre du conseil des ministres de la double monarchie, Burian est de ce fait un acteur important de la gestion du conflit au sein de la monarchie danubienne.
Ainsi, parallèlement à son action diplomatique, Burian, ministre impérial et royal, mais représentant les intérêts du royaume de Hongrie, s'oppose à l'annexion totale ou partielle du royaume de Serbie par la double monarchie.
Ministre des affaires étrangères, il participe également à la définition des buts de guerre de la double monarchie ; ainsi, dès la fin de la conquête de la Pologne russe, en aout 1915, il suggère le rétablissement d'un royaume de Pologne, rattaché à la double monarchie.
De plus, il est amené à rencontrer régulièrement les représentants des monarchies alliées à l'empire des Habsbourg afin, notamment, de définir la politique de la double monarchie dans le conflit : il est ainsi le témoin privilégié de la politique de rapprochement politique, économique et commercial mené par le Reich vis-à-vis de l'empire des Habsbourg ; cette position l'amène fréquemment à exposer les réserves des cercles dirigeants de la monarchie danubienne à l'égard de ces initiatives allemandes, par exemple en novembre 1915.
De même, au cours de l'année 1916, il s'oppose fréquemment au chef d'état-major, Conrad von Hötzendorf, souhaitant que l'empereur mette un terme à la mission de ce militaire.
Enfin, ministre commun, il est amené à jouer un rôle non négligeable dans les relations entre les deux parties de la double monarchies et à prendre en compte la particularité de leurs liens dans les négociations commerciales entre les acteurs de la politique commerciale la double monarchie, d'une part, et, d'autre part, les interlocuteurs politiques et économiques de la double monarchie, notamment le Reich.

### Face au Reich
Après les succès austro-allemands de 1915, il est amené à défendre la position de la double monarchie face aux ambitions allemandes, aussi bien en Europe que dans les rapports entre les deux empires.
Ainsi, il souhaite la réunion de la Pologne russe à la Double monarchie, malgré les ambitions allemandes sur ces territoires, ambitions qu'il tente de distraire en orientant l'attention des diplomates allemands vers les pays baltes ou ailleurs, notamment lors de ses rencontres avec les diplomates allemands en 1915, puis en 1916. Cependant, la question polonaise soulève trop d'enjeux pour être traitée au profit de la seule Autriche-Hongrie : Guillaume II fait ainsi dépendre la solution austro-polonaise de la signature d'une convention entre la double monarchie et le Reich. Au mois de novembre, il négocie les clauses de la cession de la Pologne à la double monarchie : la Pologne placée sous domination politique autrichienne serait en réalité placée sous un strict contrôle du Reich, du point de vue économique, politique et militaire, ce qui amène Burian, réaliste, à s'interroger sur les avantages de l'annexion de la Pologne à la double monarchie,. Cette négociation est menée par le ministre commun alors que ses interlocuteurs allemands souhaitent utiliser la mise en œuvre de la solution austro-polonaise pour obtenir de la monarchie des Habsbourg de larges concessions, notamment la conclusion d'une union économique avec le Reich.
Au mois d'avril 1916, il définit les buts de guerre austro-hongrois en Pologne : diminuée d'une bande frontalière donnée au Reich, augmentée de districts frontaliers autrichiens, la Pologne serait incorporée à l'union douanière austro-hongroise ; le Reich recevrait une contrepartie sous la forme de la Courlande. À Berlin le 16 avril 1916, il voit sa proposition écartée par le Reich, qui poursuit ses propres objectifs de sujétion de la Pologne. Cette contre-proposition allemande oblige le ministre à négocier pieds à pieds avec le chancelier allemand, Bethmann-Hollweg. En juillet, il persiste à réclamer non seulement, la mise en place de la clause de la nation la plus favorisée dans les rapports commerciaux entre l'État polonais que les austro-allemands prévoient de mettre en place et chacun des deux alliés, allemand ou austro-hongrois, mais aussi le partage de la tutelle sur la politique militaire du nouvel État.